# Аржанов Михайло Олександрович
Миха́йло Олекса́ндрович Аржа́нов (1 (14) серпня 1902, село Єфингар Одеського повіту Херсонської губернії, нині Плющівка Баштанського району Миколаївської області — 22 жовтня 1960, Москва) — російський юрист, доктор юридичних наук (1938), професор, Член-кореспондент АН СРСР (обрано 28 січня 1939).

## Біографічні відомості
1930 року закінчив Інститут червоної професури. 1938 року захистив докторську дисертацію «Фашизм — режим безправ'я та беззаконня».
Працював в Інституті держави і права та Інституті філософії АН СРСР (від 1955 року — старший співробітник), Академії суспільних наук при ЦК КПРС.
Досліджував теорію держави і права, державне право, філософські та правові доктрини німецького нацизму.

## Праці
- Гегельянство на службе германского фашизма. Критика неогегельянских теорий национализма. — Москва, 1933.
- Советское государственное право. — Москва, 1938.
- Теория государства и права. — Москва, 1949.
- Государство и право в их соотношении. — Москва, 1960.